# Station Ulstrup
Station Ulstrup is een station in Ulstrup in de Deense gemeente Favrskov. Het station ligt aan de lijn Langå - Struer. 
Ulstrup wordt voornamelijk bediend door de treinen van Arriva op de lijn Aarhus - Struer. Een paar keer per dag stopt de doorgaande trein van DSB van Struer naar Kopenhagen op het station.